# Tramea virginia
Tramea virginia – gatunek ważki z rodziny ważkowatych (Libellulidae).